# Hotel Grüner Baum

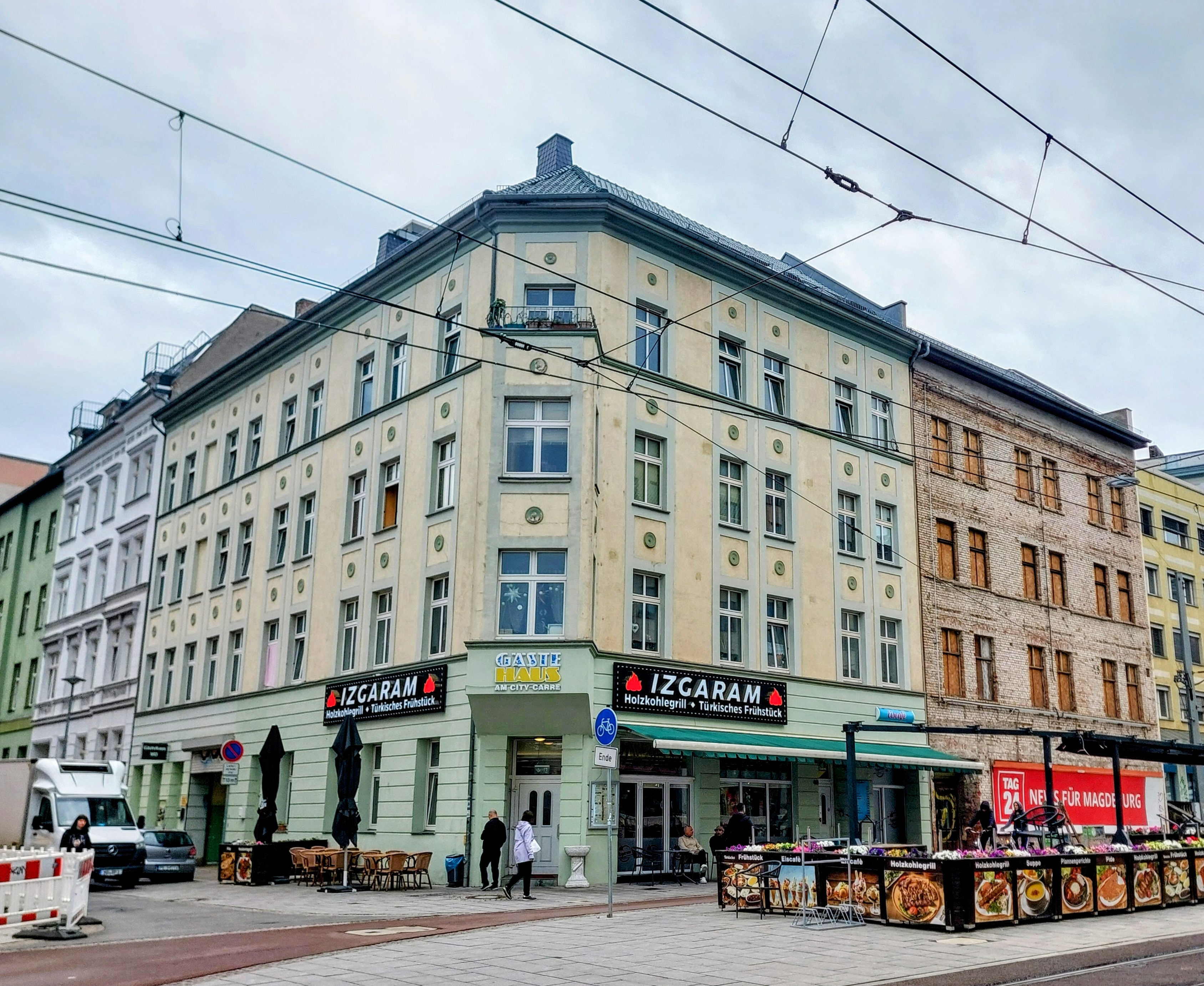
Ansicht Ecke Ernst-Reuter-Allee/Brandenburger Straße

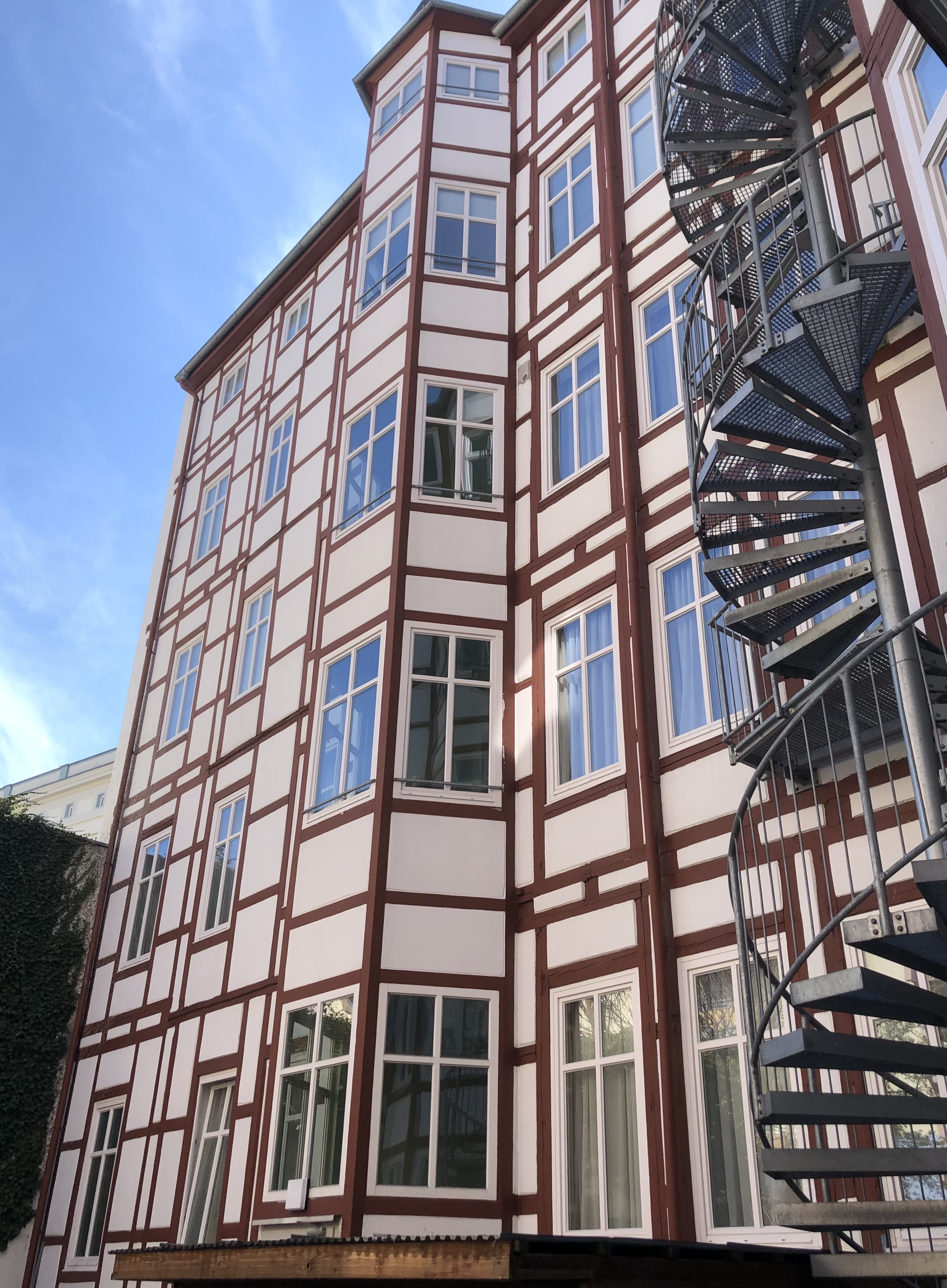
Hofseite in Fachwerkbauweise, 2021

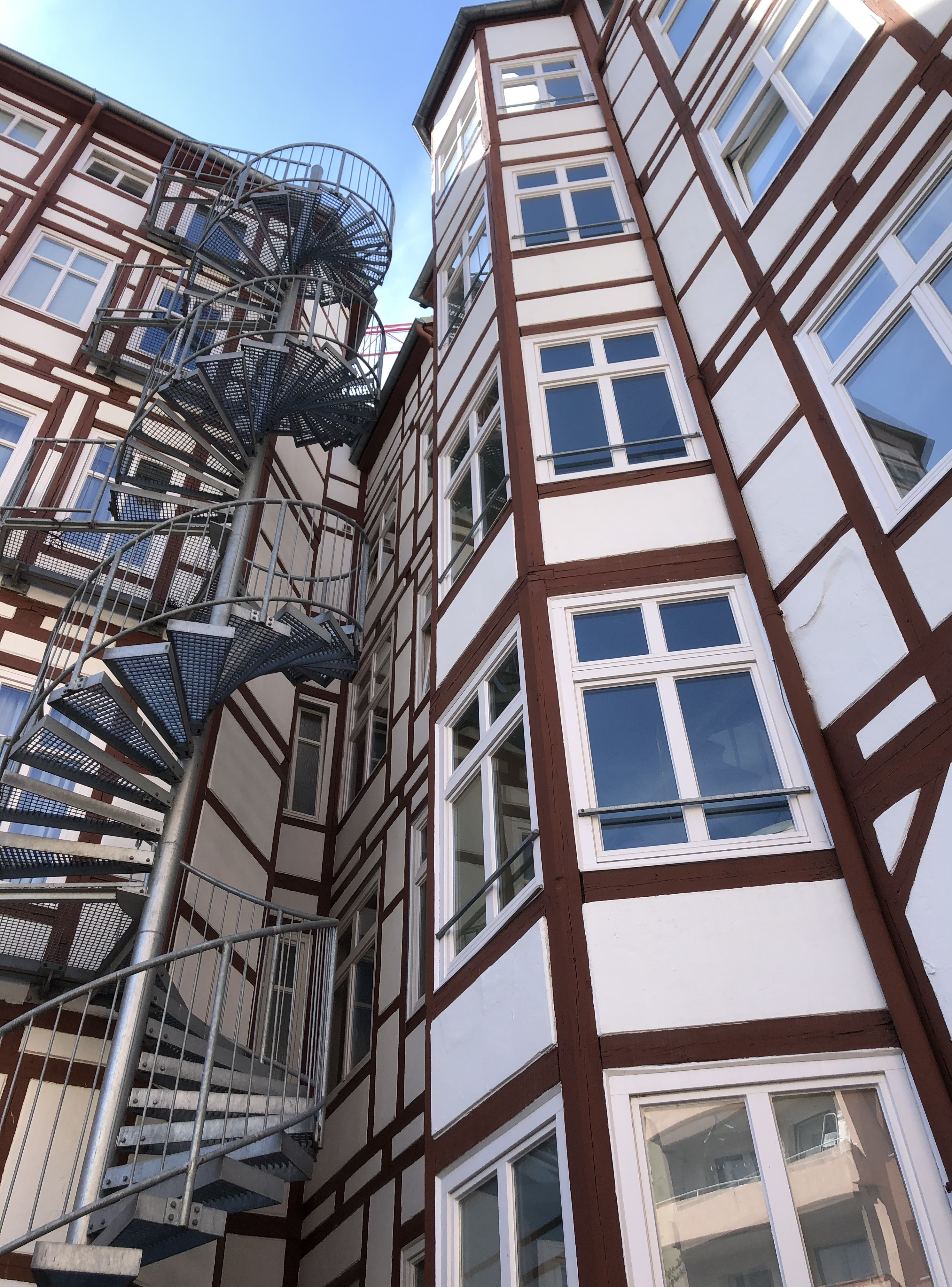
Südwestliche Ecke des Hofs, 2021

Das ehemalige Hotel Grüner Baum ist ein Hotelbau in Magdeburg in Sachsen-Anhalt, dass zeitweise als Kulturdenkmal geführt wurde. Derzeit (Stand 2024) wird es als Gästehaus am City-Carre betrieben.

## Lage
Es befindet sich am Rand der Magdeburger Altstadt auf der Nordseite der Ernst-Reuter-Allee, in einer Ecklage auf der Ostseite der Einmündung der Brandenburger Straße, an der Adresse Ernst-Reuter-Allee 38, 40 unweit des Hauptbahnhofs Magdeburg. Auf der gegenüber liegenden Seite der Ernst-Reuter-Allee befindet sich das City Carré Magdeburg, auf das die Bezeichnung des nunmehrigen Gästehauses mit Einzel- und Doppelzimmern sowie Appartements im Gebäudeteil Ernst-Reuter-Allee 40 zurückgeht.

## Architektur und Geschichte
Der Gebäudekomplex wurde 1871/72 als zunächst zwei getrennte Wohn- und Geschäftshäuser im Gebiet einer westlichen Stadterweiterung errichtet, die kurze Zeit darauf zu einem Haus vereinigt wurden. Ab 1878 wurde das Haus als Hotel Grüner Baum betrieben, unter dessen Namen es bis heute bekannt ist. Die Fassade war ursprünglich im Stil des Spätklassizismus gehalten und wurde in den 1920er Jahren in sachlich-modernen Formen umgestaltet, ist jedoch in dieser Form nicht erhalten. Während der Gebäudeteil Ernst-Reuter-Allee 40 für die heutige Nutzung modernisiert wurde, ist der Gebäudeteil Ernst-Reuter-Allee 38 mit derzeit unverputzter Fassade renovierungsbedürftig.
Rückseitig ist der Komplex als viergeschossiger Fachwerkbau in Form eines eindrucksvollen Industriefachwerks errichtet.
Während des Zweiten Weltkriegs wurde die Magdeburger Altstadt stark zerstört, wobei das Hotel Grüner Baum erhalten blieb und auch in der Zeit der DDR weiter als Hotel genutzt wurde.
Zeitweise wurde das Gebäude unter der Erfassungsnummer 094 71376 im örtlichen Denkmalverzeichnis als Kulturdenkmal geführt. Während es 2009 noch als Denkmal ausgewiesen war, wurde es 2015 als gelöscht bezeichnet. Zusammen mit weiteren benachbarten Gebäuden, wie der ehemaligen Feuerwache Ernst-Reuter-Allee 42 sowie den Häusern Brandenburger Straße 2, 6, 8 und 9, bildet das Haus Grüner Baum das einzige erhaltene Altbauemsemble in diesem Bereich der Innenstadt von Magdeburg.